# Оксинские источники
Оксинские источники — термоминеральные источники на полуострове Камчатка. Находятся на территории Быстринского района Камчатского края, юго-западнее села Анавгай.
Расположены в среднем течении реки Анавгай на северном склоне сопки Чемпура и в 13 км юго-западнее горы Крерук. Две группы выходов ключей (восточная и западная) расположены на расстоянии 100 м друг от друга. Горячие ручейки собираются в небольшие озерки или стекают по склону. Основная видимая разгрузка терм происходит в реку Анавгай и ручей Окси и составляет 7 — 11,4 л/с, а с учётом скрытой — более 20 л/с. Температура источников до 59 °C.
Состав воды гидрокарбонатно-натриевый и сульфатно-натриевый с общей минерализацией 1,7-3,1 г/л, с высоким содержанием кремнекислоты (0,155 г/л) и метаборной кислоты; присутствуют мышьяк (0,001 г/л) и углекислота.
Выходы ключей минерализованы отложениями красноватого оттенка.
Термальная площадка покрыта мощными травертинами, ширина которых более 250 м, а протяжённость по склону 350 м.